# Serena Deeb
Serena Deeb (Fairfax, 29 giugno 1986) è una wrestler statunitense, attualmente sotto contratto con la All Elite Wrestling.

## Carriera

### Territori di sviluppo (2005–2010)

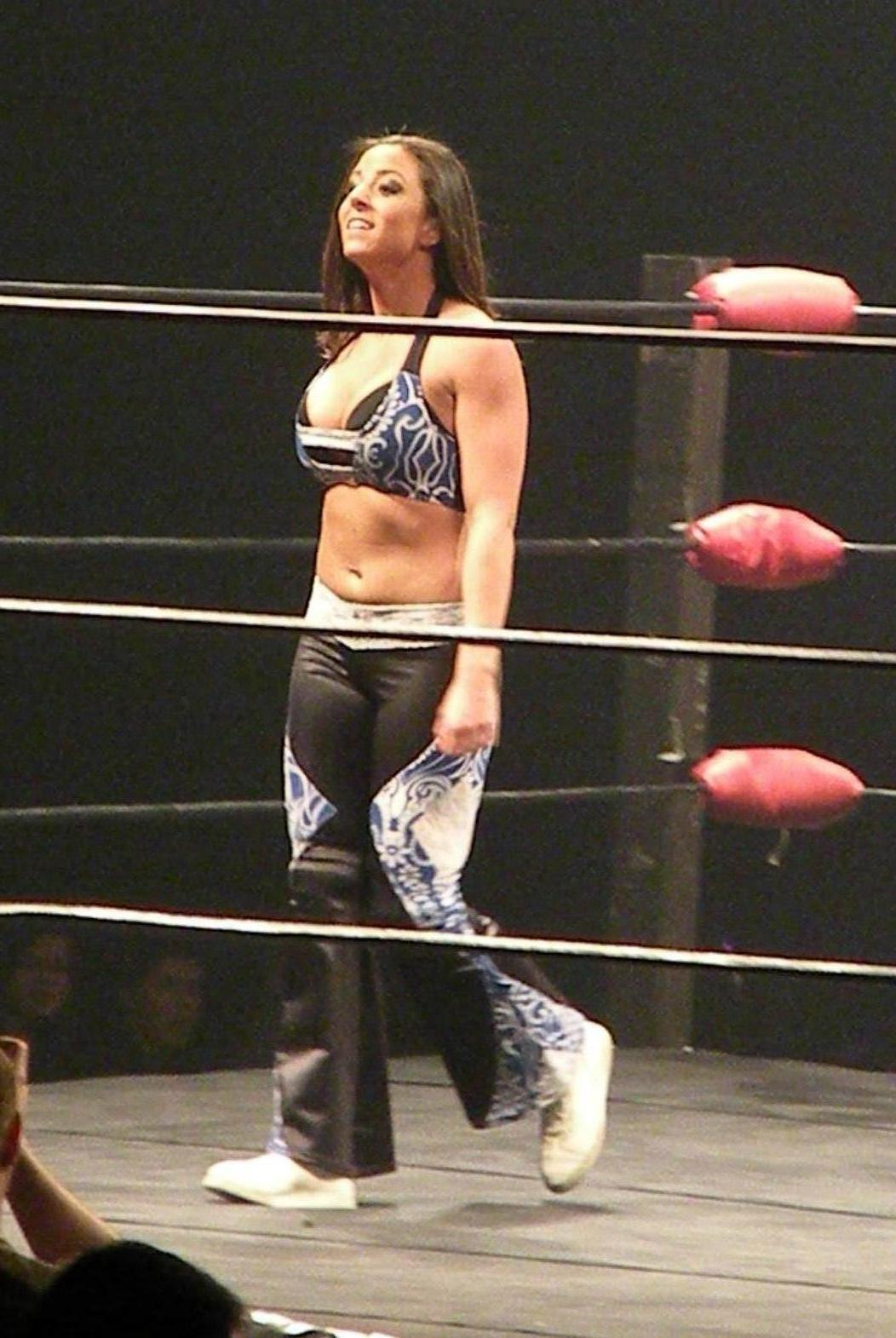
Serena Deeb nel 2009

Il debutto della Deeb in OVW avvenne in un house show della federazione il 4 novembre 2005, quando lei e Fuji Cakes vennero sconfitte da Shelly Martinez e Beth Phoenix. Dopo mesi di combattimenti negli house show, la Debb debutta finalmente in uno show TV del 28 giugno 2006, dove attacca ODB dopo che quest'ultima aveva attaccato le Divas della OVW durante un Bikini Contest. Il 30 giugno 2006, durante uno show della OVW nel Regno Unito, Serena batte ODB, e l'accaduto si ripete il 13 settembre, quando Serena sconfigge ODB, Beth Phoenix e Katie Lea in un Fatal Four Way Match, diventando così per la prima volta OVW Women's Champion. Il 4 ottobre però, Serena perde il titolo contro Beth Phoenix. In FCW vince il titolo di Queen of FCW con il nome di Mia Mancini.

### World Wrestling Entertainment (2010)
Nel gennaio del 2010 debutta nel roster di SmackDown come plant, cioè fu scelta a caso nel pubblico da CM Punk, rasandola a zero per introdurla allo stile di vita Straight Edge, di cui CM Punk è seguace. Da quel momento Serena divenne la manager di CM Punk e del suo guardaspalle, Luke Gallows. Arriva alla finale dell'FCW Divas Championship Tournament per decretare la prima FCW Divas Champion, ma a vincere l'FCW Divas Championship fu Naomi Night. Serena durante una puntata successiva al PPV Fatal 4 Way rivela a Kane (mentre stava picchiando CM Punk) che non era stato lui a mandare fuori gioco Undertaker perché la stava "salvando" dato che era andata in un bar dove aveva bevuto alcool.
Il 23 agosto 2010 gira in rete la voce di corridoio che Serena sia stata licenziata dalla WWE per "non meglio precisati motivi disciplinari". Il 24 agosto 2010 la WWE emette un comunicato dove non usa il termine "licenziamento" (ma non lo usa quasi mai), dicendo che Serena è stata "allontanata" dalla federazione in quanto non rispetterebbe la sua gimmick (il suo personaggio da lottatore) al di fuori dal ring tanto è vero che il filmato in cui lei è in un bar a bere alcolici, usato per scagionare CM Punk nei confronti di Kane, sarebbe stato creato anche per giustificare il fatto che molti fans hanno visto Serena in giro per locali (pub, discoteche, ecc.) e in quei locali è stata vista consumare alcolici. Nelle ultime settimane di agosto 2010 viene licenziata dalla WWE.

### Circuito indipendente (2010–2017)
Serena tornerà di nuovo sul ring per la prima volta dal licenziamento il 30 ottobre 2010 per la UWE, in uno show che si terrà in Michigan. Il 13 novembre 2010 combatterà per la POWW nell'Illinois, e il 5 dicembre 2010 combatterà per la Great Lakes Championship Wrestling nel Wisconsis. A grande sorpresa ha combattuto il 12 settembre 2010 per la SHIMMER contro Kellie Skater. All'inizio di novembre la TNA si è fatta avanti per ingaggiarla, anche se le parti devono ancora discutere sul contratto. Il 19 novembre viene sconfitta da Melina Pérez nella WSU. Al PPV One Night Only TNA Knockout Knockdown viene sconfitta da Mickie James.

### NWA National Wrestling Alleance (2020-presente)
Il 27 ottobre 2020 batte Thunder Rosa a United Wrestling Network’s Primetime Live diventando NWA Women’s Champion. Il 6 giugno 2021 perde il titolo a When Our Shadows Fall contro Kamille.

### All Elite Wrestling (2020–presente)
Debutta nel match contro la campionessa NWA Thunder Rosa nella puntata di AEW Dynamite del 2 settembre 2020.

## Personaggio

### Mosse finali
- Detox
- Serenity lock

## Titoli e riconoscimenti
Florida Championship Wrestling
- Queen of FCW (1)

Memphis Championship Wrestling
- MCW Women's Championship (1)

Ohio Valley Wrestling
- OVW Women's Championship (6)

National Wrestling Alliance
- NWA World Women's Championship (1)